# Ігл-Пасс (Техас)
Ігл-Пасс (англ. Eagle Pass) — місто (англ. city) в США, в окрузі Маверік штату Техас. Населення — 28 130 осіб (2020).

## Географія
Ігл-Пасс розташований за координатами 28°42′41″ пн. ш. 100°28′54″ зх. д. / 28.71139° пн. ш. 100.48167° зх. д. (28.711448, -100.481575).  За даними Бюро перепису населення США в 2010 році місто мало площу 25,02 км², з яких 24,81 км² — суходіл та 0,21 км² — водойми.

### Клімат
| Клімат : Ігл-Пасс       | Клімат : Ігл-Пасс | Клімат : Ігл-Пасс | Клімат : Ігл-Пасс | Клімат : Ігл-Пасс | Клімат : Ігл-Пасс | Клімат : Ігл-Пасс | Клімат : Ігл-Пасс | Клімат : Ігл-Пасс | Клімат : Ігл-Пасс | Клімат : Ігл-Пасс | Клімат : Ігл-Пасс | Клімат : Ігл-Пасс | Клімат : Ігл-Пасс |
| Показник                | Січ.              | Лют.              | Бер.              | Квіт.             | Трав.             | Черв.             | Лип.              | Серп.             | Вер.              | Жовт.             | Лист.             | Груд.             | Рік               |
| Абсолютний максимум, °C | 35,6              | 38,3              | 41,1              | 42,2              | 45,6              | 46,1              | 46,1              | 44,4              | 43,9              | 41,1              | 37,8              | 34,4              | 46,1              |
| Середній максимум, °C   | 18,3              | 21,1              | 25,6              | 29,4              | 32,8              | 35,6              | 36,7              | 37,2              | 33,9              | 28,9              | 23,3              | 18,3              | 28,4              |
| Середній мінімум, °C    | 5,6               | 7,2               | 11,1              | 15,6              | 20,0              | 22,8              | 23,9              | 23,9              | 21,1              | 16,1              | 10,6              | 5,6               | 15,3              |
| Абсолютний мінімум, °C  | −12,2             | −12,2             | −6,7              | 0,0               | 5,6               | 8,3               | 16,7              | 15,6              | 5,6               | −2,8              | −7,2              | −11,1             | −12,2             |
| Норма опадів, мм        | 23                | 25                | 26                | 48                | 65                | 69                | 53                | 37                | 79                | 53                | 24                | 20                | 519               |
| ----------------------- | ----------------- | ----------------- | ----------------- | ----------------- | ----------------- | ----------------- | ----------------- | ----------------- | ----------------- | ----------------- | ----------------- | ----------------- | ----------------- |
| Джерело: TWC            |                   |                   |                   |                   |                   |                   |                   |                   |                   |                   |                   |                   |                   |

## Демографія
Згідно з переписом 2010 року, у місті мешкало 26 248 осіб у 8272 домогосподарствах у складі 6517 родин. Густота населення становила 1049 осіб/км².  Було 9019 помешкань (360/км²).
Расовий склад населення:
| - 88,1 % — білих - 0,6 % — азіатів - 0,4 % — корінних американців - 0,3 % — чорних або афроамериканців - 9,3 % — осіб інших рас |

До двох чи більше рас належало 1,4 %. Частка іспаномовних становила 95,5 % від усіх жителів.
За віковим діапазоном населення розподілялося таким чином: 31,9 % — особи молодші 18 років, 54,8 % — особи у віці 18—64 років, 13,3 % — особи у віці 65 років та старші. Медіана віку мешканця становила 33,1 року. На 100 осіб жіночої статі у місті припадало 90,8 чоловіків;  на 100 жінок у віці від 18 років та старших — 85,3 чоловіків також старших 18 років.
Середній дохід на одне домашнє господарство  становив 52 253 долари США (медіана — 36 907), а середній дохід на одну сім'ю — 57 669 доларів (медіана — 42 220). Медіана доходів становила 40 996 доларів для чоловіків та 26 515 доларів для жінок. За межею бідності перебувало 26,2 % осіб, у тому числі 37,3 % дітей у віці до 18 років та 29,8 % осіб у віці 65 років та старших.
Цивільне працевлаштоване населення становило 10 327 осіб. Основні галузі зайнятості: освіта, охорона здоров'я та соціальна допомога — 31,7 %, публічна адміністрація — 11,4 %, мистецтво, розваги та відпочинок — 10,2 %, роздрібна торгівля — 9,6 %.